# 林盘

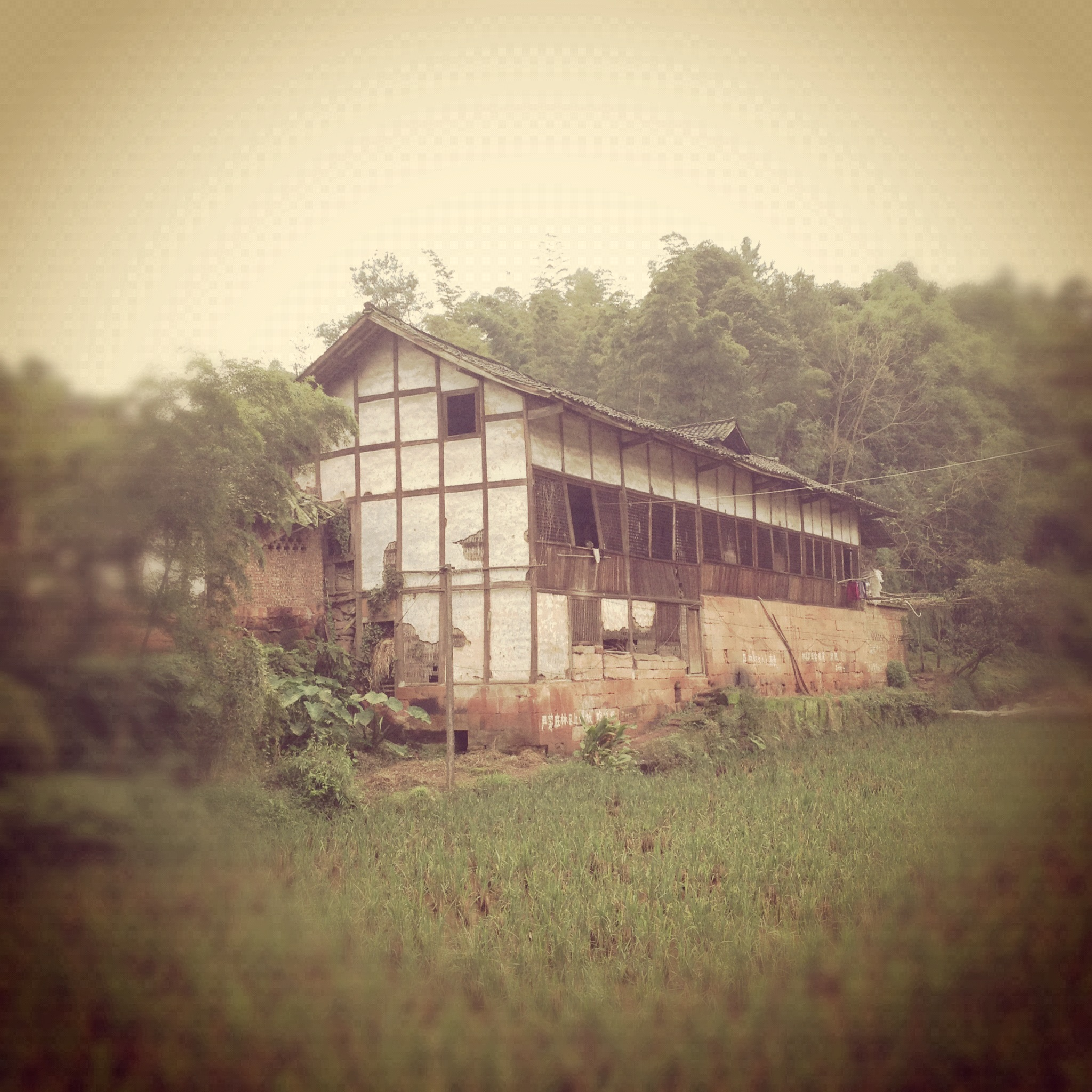
成都林盘中的农屋

林盘是成都平原农村地区的一种聚落形式，常见于今成都市西部平原、丘陵地区，又以都江堰灌区最为集中。林盘的主要特征是将少量民居和水源以高大乔木环绕，外部又对接农田，形成俯瞰如盘、平视似林的形态。这一聚落形式是中国西南地区农业生产活动方式、都江堰灌区的水系布局和中国传统农耕文化作用下的共同结果。